# Rautakoura
Rautakoura ist eine finnische Bluegrass-Band aus Helsinki, die 2004 von Juho Häme, Lauri Häme, Matti Mikkelä und Pekka Pyysalo gegründet wurde. 2013 nahm Rautakoura am finnischen Vorentscheid für den Eurovision Song Contest teil, erreichte aber nicht das Finale.

## Diskografie
Alben
- 2005: Kaikki Peliin
- 2006: Rautakoura
- 2007: Maailman ympäri
- 2008: Kadulta
- 2010: Neljä vuodenaikaa
- 2013: Tien päällä taas
- 2015: Halifax
- 2019: Huipulla
- 2023: Ruovesi
- 2025: Polku